# Джезуальдо, Карло
Ка́рло Джезуа́льдо да Вено́за (итал. Don Carlo Gesualdo da Venosa, также Джезуальдо ди Веноза; 8 марта 1566, по другим данным, 1560 или 1561, Веноза — 8 сентября 1613, Джезуальдо, провинция Авеллино) — итальянский композитор. Вошёл в историю музыки как автор мадригалов уникального хроматического стиля.

## Биография
Родился в семье князя Венозы Фабрицио II Джезуальдо (1537—1593), род которого восходил к Вильгельму Отвилю (Гульельмо д’Альтавилла; ок. 1090 — 1145/50), 1-му сеньору ди Джезуальдо — внебрачному сыну герцога Апулии и Калабрии Рожера I. Мать — Джеронима Борромео (1542—1587) — была племянницей папы Пия IV, её брат — кардинал Карло Борромео (1538—1584; канонизирован в 1610 году). Другим дядей композитора был кардинал Альфонсо Джезуальдо (1540—1603; с 1596 года — архиепископ Неаполя). Карло был младшим ребёнком в семье: старше него были Луиджи (1563—1584, сеньор ди Патерно), Изабелла (1564—1612) и Виттория (1565—1577).
Систематического музыкального образования не получил (играл на лютне, клавесине, гитаре). Брал уроки композиции у Помпонио Ненны (служил при дворе в Неаполе). После смерти на охоте брата Луиджи стал наследником отцовских титулов.
В 1586 году женился на своей двоюродной сестре Марии д’Авалос, которая была на несколько лет старше него и уже дважды овдовела. Вскоре после рождения в 1588 году сына Эмануэле она вступила в любовную связь с Фабрицио Карафа, герцогом Андрии (Fabrizio Carafa, duca d'Andria). Как принято считать, Карло подстроил им ловушку и с помощью своих людей в ночь с 16-го на 17 октября 1590 года расправился с любовниками. Двойное убийство в Неаполе вызвало большой скандал, но поскольку такая месть соответствовала социальным нормам того времени, Карло не был обвинён в убийстве. В последние годы итальянские историки рассматривают и другие версии этого убийства.
После смерти отца в 1591 году стал 3-м князем ди Веноза, 7-м графом ди Конца, 12-м сеньором ди Джезуальдо, ди Мирабелла и прочее, а также грандом Испании. В 1594—96 годах жил в Ферраре — в то время центре музыкальной культуры (в разные годы там работали А. Вилларт, Жоскен Депре, Н. Вичентино, К. Роре). Был знаком с Торквато Тассо, в ранних мадригалах переложил на музыку 10 его поэтических произведений. На формирование стиля Джезуальдо оказал влияние феррарский придворный композитор Луццаско Луццаски (посвятил Джезуальдо свою 4-ю книгу мадригалов, 1594). В Ферраре Луццаски демонстрировал Джезуальдо сконструированный Вичентино музыкальный инструмент архиклавесин (итал. archicembalo), приспособленный для аккомпанемента пению в хроматическом и энармоническом интервальных родах (инструмент не сохранился). В 1594 году женился (во 2-й раз) на Леоноре д’Эсте (1561—1637), двоюродной сестре крупного покровителя искусств — феррарского герцога Альфонсо II д’Эсте.
С 1596 года жил в фамильном замке в Джезуальдо, где создал домашнюю капеллу для исполнения собственной музыки. Последние годы жизни провёл в одиночестве, по свидетельствам некоторых очевидцев, вследствие расстройства психики, усугублённого смертью младшего сына в 1600 году.

### Потомство
В каждом из браков у Карло родилось по одному сыну:
- дон Эмануэле (1588—1613), носивший титул графа ди Конца и
- дон Альфонсино (1595 — октябрь 1600).

Старший сын не успел наследовать отцу: он погиб на охоте 20 августа 1613 года. В браке с графиней Мартой Поликсеной фон Фюрстенберг (1588—1649) у него родилось трое детей:
- дон Карло (февраль — октябрь 1610);
- донна Изабелла (1611—1629);
- донна Элеонора Эмануэла Катерина (1613—1667), в 1625 году вступившая в орден святой Клары.

Таким образом наследницей композитора стала старшая из его внучек. В 1627 году вышла замуж за Никколо Людовизи (ок. 1610 — 1664), герцога ди Фиано и ди Загороло, племянника Григория XV; их единственная дочь Лавиния прожила около 7-ми лет.
Кроме указанных, у князя Венозы был и переживший его ребёнок — внебрачный сын Антонио (1598/99 — 1635), ставший мальтийским рыцарем.

## Творчество
Опубликовал 6 сборников («книг») 5-голосных мадригалов. Одна книга его 6-голосных мадригалов, опубликованная посмертно (Неаполь, 1626), ныне утеряна. 1-я и 2-я книги пятиголосных мадригалов изданы в 1594 (под псевдонимом Джузеппе Пилонии), 3-я — в 1595, 4-я — в 1596 (все — в Ферраре), 5-я и 6-я — в 1611 (поголосная запись музыки, без тактовых черт; Джезуальдо). В 1613 году все 6 книг 5-голосных мадригалов были изданы в Генуе, в виде партитуры с тактовыми чертами. Эта редакция мадригалов (выполненная С. Молинаро) на сегодняшний день наиболее известная.
Две последние (пятая и шестая) книги мадригалов занимают особое место в истории академической музыки. Мадригальные стихи написаны от первого лица (авторство в оригинальных публикациях не указано; возможно, композитор выступил здесь и в роли поэта). Тематика поздних мадригалов, по-видимому, обусловлена личной драмой Джезуальдо, из ревности лишившего жизни (в 1590) свою первую жену, Марию д’Авалос, и её любовника. Велико значение так называемых «мадригализмов» (звукописи) и музыкальной риторики. Слова «ветер», «огонь», «бег» выделены более мелкими ритмическими длительностями и имитацией, что создаёт впечатление стремительного движения, в противоположность словам «боль» и «муки», которые распеваются в медленном темпе, создавая впечатление оцепенения и болезненной сосредоточенности. Слова morte (смерть), duolo (скорбь), tormenti (муки), piangere (плакать), uccidere (убивать) и др. приобретают в светской музыке Джезуальдо эмблематическое значение. Среди известных поздних мадригалов: «Beltà, poi che t'assenti» («Красавица, раз ты уходишь»), «Moro, lasso, al mio duolo» («Увы, я умираю от страданий»; этот мадригал считается парадигматическим в стиле Джезуальдо), «Mercé grido piangendo» («Пощады молю я, плача»), «Tu piangi, o Filli mia» («Ты плачешь, моя Филлида»).
Наиболее яркая особенность стиля Джезуальдо — уникальная (в том числе и для Италии 2-й половины XVI и начала XVII веков, которые в истории музыки характеризуются как время активных художественно-эстетических экспериментов) насыщенность хроматизмами. В основе красочного сопоставления хроматических аккордов и конкордов (с постоянными переченьями, диссонансами) лежит чаще не тонально-функциональная, а линеарная логика (по выражению И. Ф. Стравинского, эта гармония «направляется голосоведением, как виноградная лоза — шпалерой»), тонально-стабильные фразы сменяются фразами, в которых контраст тоники и периферии выражен слабо. Звуковысотная структура (гармония) музыки Джезуальдо не получила удовлетворительного теоретического объяснения до наших дней.
Форма мадригалов до мельчайших подробностей детерминирована текстом, образуя ясно различимые разделы, часто не соизмеримые по размерам и архитектоническому «весу». Молниеносная смена аффектов сопровождается резкой сменой склада внутри одной пьесы — имитационно-полифонического и гомофонного (нередко напоминающего вилланеллу, канцонетту и другие песенные жанры).
В сочинениях Джезуальдо, как никакого другого итальянского композитора, отразился маньеризм Позднего Ренессанса с характерными для него чертами: преувеличенность чувств, смешение в пределах небольшой пьесы различных композиционных техник, изыски ритмики, фактуры и формы.
При всей новизне музыкального языка Джезуальдо остался безразличным к нарождающимся «модным» тенденциям: не писал инструментальных танцев, арий, опер; в манере письма не поменял «первую практику» на вторую (в отличие от своего другого великого современника, Клаудио Монтеверди), одним словом, никак не отразил победное шествие новой гомофонной музыки.
Помимо мадригалов ему принадлежат 2 сборника латинских мотетов, изданных под названием Sacrae cantiones («Духовные песни») в 1603 году. Первый сборник с 5-голосными мотетами сохранился целиком. Второй сборник с 6-голосными мотетами сохранился частично. Все мотеты написаны в традиционной строфической форме, с обширным использованием имитационной полифонии. Кроме того, Джезуальдо принадлежит цикл «Респонсории и другие [сочинения] к оффицию Страстной недели» (Responsoria et alia ad Officium Hebdomadae Sanctae spectantia, 1611). В духовные сочинения композитора проникают типичные для его мадригалов музыкальная риторика (показательна в респонсории «Tristis est anima mea») и хроматический стиль (особенно заметный в гоморитмической фактуре псалма «Miserere» и библейской песни «Benedictus», входящих в сборник респонсориев). Джезуальдо также приписывается несколько канцонетт, впрочем, опубликованных в посмертном сборнике (Неаполь, 1616).

## Рецепция
У Джезуальдо не оказалось последователей, лишь в XX веке его музыка была впервые оценена по достоинству. Влиятельный музыковед Э. Ловинский увидел в стиле Джезуальдо некую параллель атональности (он назвал гармонию Джезуальдо triadic atonality — «трезвучной атональностью»). Музыку Джезуальдо высоко ценил Игорь Стравинский, воздвигший «Монумент Джезуальдо ди Венозе к 400-летию» (1960). В 1993 году Альфред Шнитке написал оперу «Джезуальдо» (1-я постановка в Вене, 1995).
События жизни Джезуальдо (приукрашенные художественным вымыслом) легли в основу литературных произведений и кинофильмов. Трагическая развязка истории с его первой женой стала сюжетом для двух сонетов Торквато Тассо «на смерть благороднейших влюбленных» (in morte di due nobilissimi amanti):
Piangete, o Grazie, e voi piangete, o Amori, 

Feri trofei di morte, e fere spogli 

Di bella coppia, cui n'invidia e toglie,

E negre pompe e tenebrosi orrori...

Piangi, Napoli mesta, in bruno manto,

Di beltà, di virtù l'oscuro caso;

E in lutto l'armonia rivolga il canto.
На ту же тему написал Джамбаттиста Марино. В XX в. жизни Джезуальдо были посвящены новеллы А. Франса, фильм В. Херцога «Смерть на пять голосов» (1995), фантазия Б. Дина «Карло» (1997), книга В. Хэммонда «Искушение Марии д’Авалос» (The Devil & Maria D'Avalos), рассказ Х. Кортасара «Клон». Тему Джезуальдо обыгрывает в нескольких сочинениях конца 1990-х гг. Сальваторе Шаррино — в опере «Luci mie traditrici» (пост. 1998, без упоминания имён героев трагедии), в цикле «Le voci sottovetro» (1998, стилизованные обработки четырёх сочинений Джезуальдо) и в «Terribile e spaventosa storia del Principe» (1999, музыка для кукольного театра). О намерении снять полнометражный фильм про Джезуальдо неоднократно заявлял в XXI веке Б. Бертолуччи.

## Сочинения
- Carlo Gesualdo: Sämtliche Werke, hrsg. v. W. Weismann u. G.E. Watkins. Hamburg, 1957—67 (издание сочинений в современной транскрипции; мадригалы изданы Вайсманом, духовная музыка Уоткинсом);
- Carlo Gesualdo. Partitvra Delli Sei Libri De' Madrigali a Cinque Voci, fatica Simone Molinaro. Genova: Pavoni, 1613. Facsimile a cura di Elio Durante e Anna Martelotti // Archivium Musicum: Collana di testi rari, vol. 68. Firenze, 1987 (факсимильное издание первопечатных мадригальных сборников, в ред. С. Молинаро).

## Дискография
Информационный портал medieval.org